# Zastów (gmina)
Zastów (lub Zastaw, od 1874 Rogów) – dawna gmina wiejska istniejąca w XIX wieku w guberni lubelskiej. Siedzibą władz gminy był Zastów.
Za Królestwa Polskiego gmina Zastów (Zastaw) należała do powiatu nowoaleksandryjskiego w guberni lubelskiej.
Gmina została zniesiona w 1874 roku przez przemianowanie na gmina Rogów.